# Valerie June

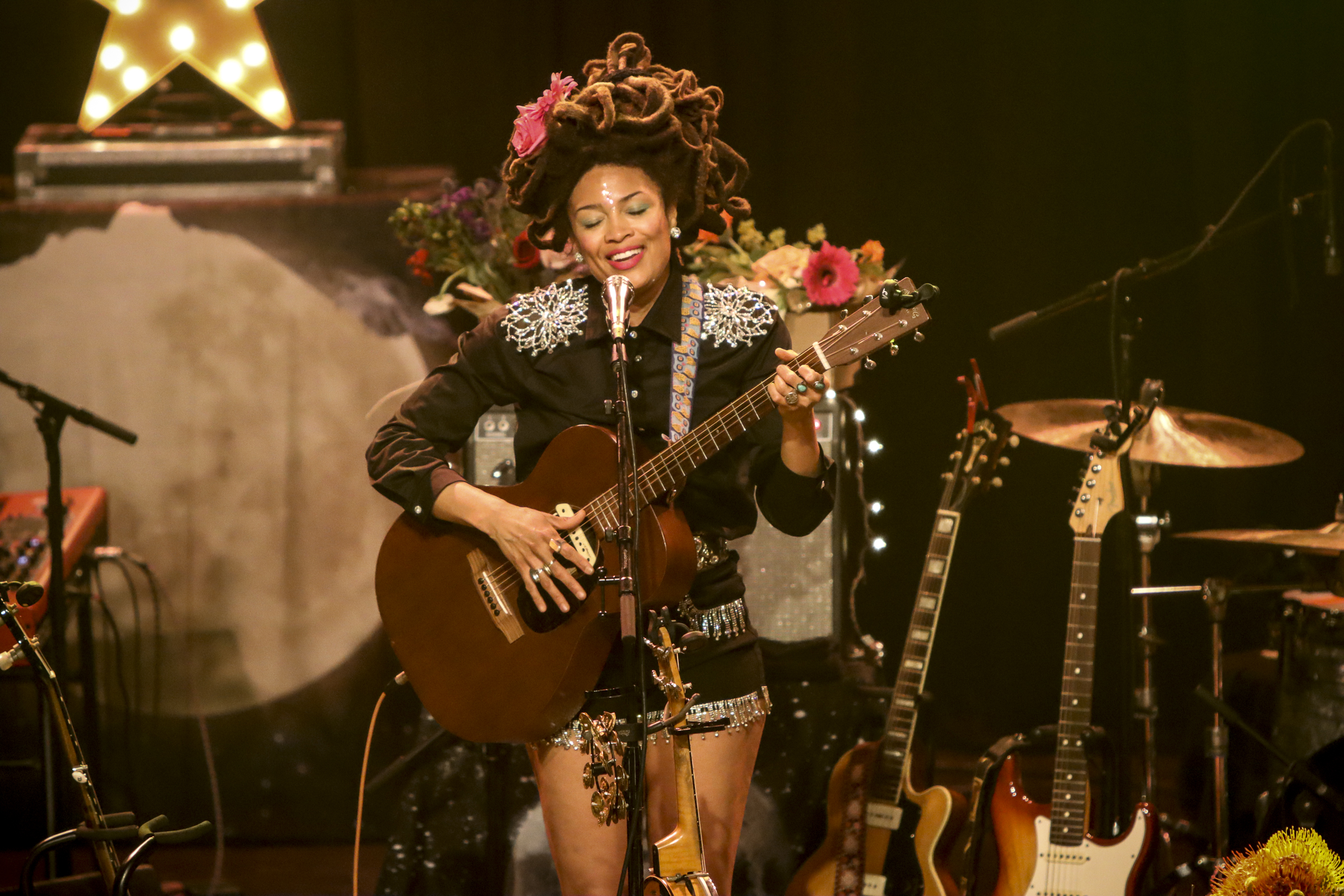
Valerie June (2022)

Valerie June Hockett (* 10. Januar 1982 in Jackson, Tennessee), bekannt als Valerie June, ist eine amerikanische Sängerin, Songwriterin und Multiinstrumentalistin. Ihr Stil mischt Folk, Blues, Gospel, Soul und Bluegrass. Sie selbst bezeichnet ihre Musik als „organic moonshine roots music“.

## Biografie
Geboren in Jackson als ältestes Mädchen unter fünf Geschwistern, wuchs Valerie June in Humboldt (Tennessee) auf. Musikalisch geprägt wurde sie durch den Gospelgesang in der Kirche sowie die Vorliebe ihres Vaters für R&B und Soul.
2000 zog Valerie June nach Memphis und begann mit 19 Jahren aufzutreten. Zunächst bildete sie mit ihrem damaligen Ehemann das Duo Bella Sun, nach Ende der Ehe machte sie solo weiter. Sie lernte Gitarre, Banjo und Ukulele zu spielen. Ihren Lebensunterhalt verdiente sie mit zahlreichen Jobs. 2009 war sie in der MTV-Serie $5 Cover zu sehen, die das Leben von Musikern aus Memphis porträtierte. 2010 nahm sie die EP Valerie June and the Tennessee Express auf, eine Zusammenarbeit mit The Old Crow Medicine Show.
2011 wurde sie von der Memphis and Shelby County Music Commission als Emissary of Memphis Music (Sonderbotschafterin der Musik aus Memphis) ausgezeichnet. Sie startete ein Fundraising im Internet, um ein eigenes Album aufzunehmen; in 60 Tagen kamen 15.000 $ zusammen. Im gleichen Jahr zog sie nach Williamsburg im New Yorker Stadtbezirk Brooklyn. Über den Produzenten Kevin Augunas lernte sie Dan Auerbach von den Black Keys kennen; Augunas und Auerbach produzierten ihr Album Pushinʼ Against a Stone, Auerbach war auch als Mitautor beteiligt. Das erste Stück des Albums Working Woman Blues wurde allerdings vom Budapester Underground-Musiker Péter Sabák produziert, der auch die Regie des Videoclips zum Song übernahm und auf zwei Stücken Bass spielt. Die Aufnahmen von Pushinʼ Against a Stone fanden in Nashville (Tennessee), Los Angeles (Kalifornien) und Budapest (Ungarn) statt. Es war Valerie Junes erstes Album bei einem Plattenlabel; zuvor hatte sie drei CDs in Eigenregie herausgebracht. Das Album erschien in Europa Anfang Mai 2013.
2012 arbeitete sie mit verschiedenen Künstlern zusammen, z. B. mit Meshell Ndegeocello bei deren Song Be My Husband. Sie trat in Großbritannien beim Bestival und in der Fernsehshow Later… with Jools Holland auf. Im Februar 2013 war sie im Vorprogramm von Jake Bugg zu sehen. Im März 2013 hatte sie zwei Auftritte beim South-by-Southwest-Festival in Austin, Texas. Im April desselben Jahres trat sie im Club Prince-Charles in Berlin-Kreuzberg auf.
Das Musikmagazin Rolling Stone bezeichnete ihr Debüt als „betörend“ und ihre Stimme als „hypnotisch gnomenartig“ (hypnotically gnomish voice) und ihren Gesang als „manchmal kindlich, manchmal altertümlich“ (sometimes-childlike-sometimes-antiquated vocals) und stufte Mitte 2017 ihr gerade erschienenes Album unter die bisher besten 50 Alben des Jahres ein.

## Diskografie

### Alben
- 2006: The Way of the Weeping Willow
- 2008: Mountain of Rose Quartz
- 2010: Valerie June and the Tennessee Express
- 2013: Pushinʼ Against a Stone (Sunday Best)
- 2017: The Order of Time
- 2021: The Moon and Stars: Prescriptions for Dreamers

### Singles
- 2012: Workinʼ Woman Blues (Sunday Best)
- 2013: You Canʼt Be Told (Sunday Best)
- 2017: Astral Plane
- 2017: Shakedown

### Mit Bella Sun
- 2004: No Crystal Stair (Bella Sun Music)